# (24195) 1999 XD36
1999 أكس دي 36 (ويعرف أيضًا باسم (24195) 1999 أكس دي 36 وفق تسمية الكوكب الصغير) (بالإنجليزية: 1999 XD36)‏ هو كويكب ضمن حزام الكويكبات؛ وترتيبه 24195 من حيث الاكتشاف.
اكتُشف هذا الجُرم الفلكي بواسطة تيتسوؤو كاغاوا في 6 ديسمبر 1999.

## وصلات خارجية
- (24195) 1999 XD36 في قاعدة بيانات مختبر الدفع النفاث لأجرام النظام الشمسي الصغيرة

- الاكتشاف · مخطط المدار ·  العناصر المدارية · المعلمات المادية

- (24195) 1999 XD36 على موقع ويكي سكاي: DSS2, SDSS, GALEX, IRAS, Hydrogen α, X-Ray, Astrophoto, Sky Map, Articles and images